# Jacques Pucheran
Jacques Pucheran (1817 - 1895) foi um zoólogo francês.
Pucheran acompanhou a expedição realizada pelo Astrolabe entre 1837 e 1840, como subcomandante de Jules Dumont d'Urville, como naturalista de Jacques Bernard Hombron e Honoré Jacquinot.
No seu regresso, contribuiu para a secção ornitológica (com Jacquinot) de Voyage au Pôle sud et dans l'Océanie sur les corvettes L'Astrolabe et La Zélée (1841-54).